# 講習
| ウィキペディアには「講習」という見出しの百科事典記事はありません（タイトルに「講習」を含むページの一覧/「講習」で始まるページの一覧）。 代わりにウィクショナリーのページ「講習」が役に立つかもしれません。 |